# Xã Woodland, Quận Clark, Nam Dakota
Xã Woodland (tiếng Anh: Woodland Township) là một xã thuộc quận Clark, tiểu bang Nam Dakota, Hoa Kỳ. Năm 2010, dân số của xã này là 63 người.